# 日本國鐵DD41型柴油機車
DD41型柴油机车（日语：DD41形ディーゼル機関車）是日本國有鐵道的电力传动柴油機車車型之一，由东芝公司于1954年设计制造。该型机车属于实验性车型，仅试制了一台并未投入批量生产。

## 开发背景
1950年代初，受到美国和联邦德国大力推动牵引动力内燃化改革的影响，日本国有铁道也开始计划非电气化干线的牵引动力现代化。随着旧金山和平条约的签订，日本在1952年完成了从统制经济到市场经济的转变，正式结束了石油制品统制制度，日本国铁随即恢复新型柴油机车的研制工作。在国铁柴油机车处于开发和摸索阶段的1950年代，日本国内的铁路机车制造商先后试制了一系列原型车，日本国铁并与制造商订立了车辆贷借契约，以租借的名义将这些原型车纳入国铁车辆编制及进行试验，1954年研制成功的DD41型柴油机车即为其中之一。

## 运用历史
1957年5月，日本国铁从东芝公司借入DD41 1号机车，并配属大宫机关区担当大宫车站的调车任务。1958年，试用期结束后日本国铁正式购入DD41 1号机车，同时将其改称为DD90型柴油机车。后来，DD90 1号机车改为用于大宫编组站内的调车作业。1970年代初，由于这台机车使用了较多的进口零部件，因而对其检修维护造成一定困难，至1971年3月停运报废。

## 技术特点
DD41型柴油机车是由东芝公司与美国通用电气合作研制的电力传动调车柴油机车，实际上与同时期的通用电气70吨调车柴油机车十分相似。DD41型柴油机车采用单端司机室和外走廊结构的罩式车体，机车轴式为Bo-Bo。机车装用一台进口的库珀贝西默FWL-6T型柴油机，这是一种四冲程、直列式、六气缸、非增压的水冷式中速柴油机，气缸直径为9英寸（228.6毫米），活塞行程为11英寸（266.7毫米），额定功率为660马力（492千瓦），额定转速为每分钟1000转。
传动装置使用直—直流电传动系统，柴油机直接驱动一台直流牵引发电机，并将发出的直流电供给四台直流牵引电动机；除了通过调节牵引电动机端电压之外，还可以利用牵引电动机的串并联换接和一级磁场削弱来调节速度。牵引发电机的额定功率为410千瓦，额定电压为284伏特。牵引电动机的额定功率为90千瓦，额定电压为235伏特，采用轴悬式驱动方式，牵引齿轮传动比为6.46（13：84）。